# Naissance en 1340
Naissance
- 1336
- 1337
- 1338
- 1339
- 1340
- 1341
- 1342
- 1343
- 1344

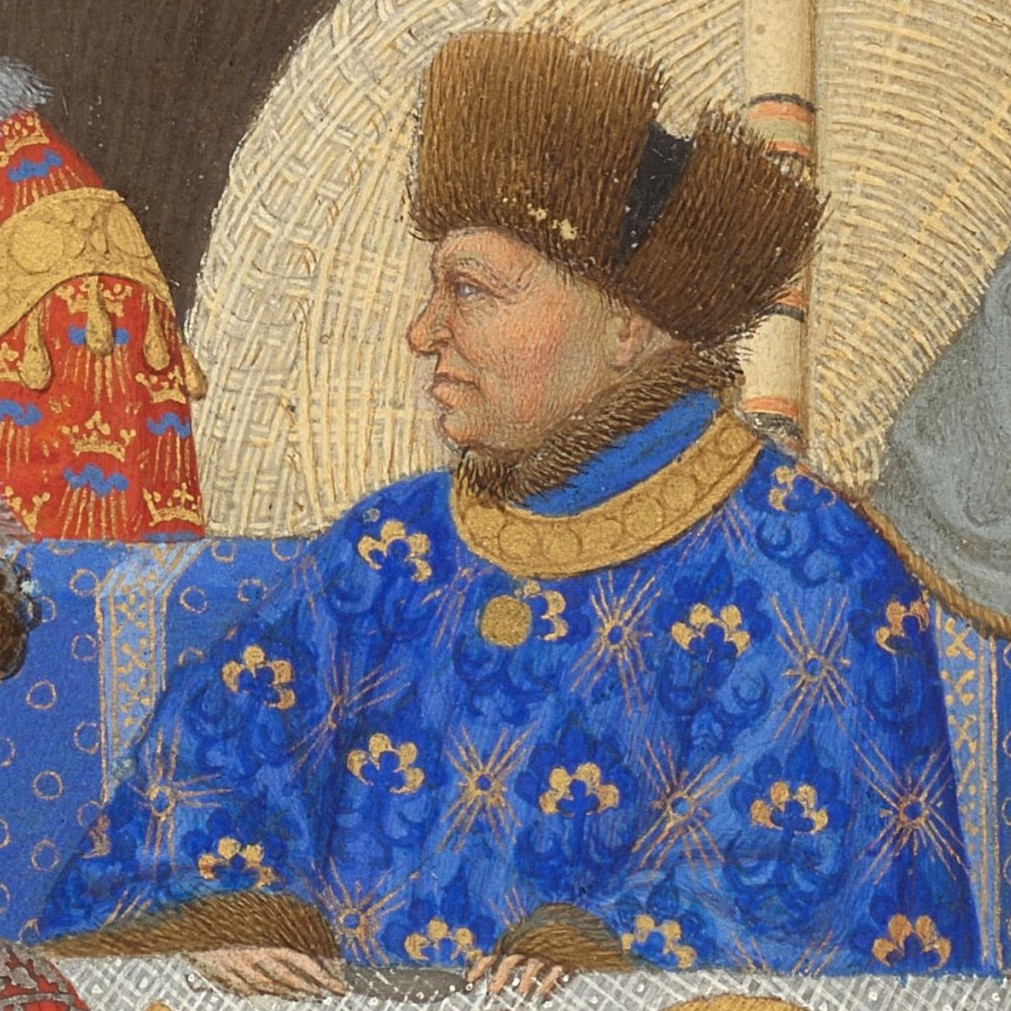
Jean Ier de Berry, né en 1340.

Cette page dresse une liste de personnalités nées au cours de l'année 1340  :
- 1er janvier : Albert de Suède, roi de Suède et duc de Mecklembourg-Schwerin.
- mars : Jean de Gand,  comte de Richmond, de Lancastre, de Lincoln, de Derby et de Leicester. Il est fait duc de Lancastre et duc d'Aquitaine.
- 5 mars : Cansignorio della Scala, homme politique italien, membre de la dynastie scaligère.
- 15 avril : Angelo Acciaioli, cardinal italien.
- 6 juin : Éléonore d'Arborée, noble italienne.
- 30 novembre : Jean Ier de Berry, duc de Berry,  d'Auvergne, comte de Poitiers, comte de Montpensier et comte d'Étampes.

- Alexandre V, antipape.
- Antoniotto Adorno, doge de Gênes.
- Fazlallah Astarabadi (Naimi), mystique iranien qui a fondé l’hurufisme.
- Jean Boutillier, seigneur de Froidmont, jurisconsulte français.
- Honoré Bovet, auteur provençal, prieur de Selonnet.
- Niccolò Brancaccio, évêque de Cosenza, archevêque de Bari, cardinal-prêtre de S. Maria in Trastevere, cardinal-évêque d' Albano.
- Geoffrey Chaucer poète britannique ayant contribué à la fixation de la grammaire anglaise, et auteur des Contes de Canterbury.
- Pierre II d'Alençon, comte d'Alençon, du Perche et de Porhoët.
- Alzias d'Uzès, 5e vicomte d'Uzès.
- Nicolas Roger de Beaufort, comte de Beaufort, vicomte de La Mothe, seigneur de Saint-Exupéry, Ligny, Savennes, Chambon, Rosiers.
- Salomon de Bédarrides, banquier et entrepreneur juif Provençal.
- Jean de Beu, 5e vicomte de Beu.
- Élisabeth de Bosnie, reine consort de Hongrie et reine consort de Pologne.
- Othon III de Grandson, soldat et trouvère.
- Gadifer de La Salle, militaire et explorateur français.
- Giacomo Fregoso, ou Giacomo Campofregoso, doge de Gênes.
- Gérard Groote, clerc (non-prêtre) néerlandais à l'origine d'un nouveau courant spirituel à l'intérieur de la catholicité : la devotio moderna et fondateur des Frères (et sœurs) de la vie commune.
- Philippe II de Savoie-Achaïe, seigneur de Piémont.
- Rolpe Dorje, 4e Karmapa.
- Håkon VI, roi de Norvège et co-roi de Suède.
- Ashikaga Motouji, guerrier de l'époque Nanboku-chō.
- Jean Népomucène, prêtre catholique et martyr.
- Simone Talenti, sculpteur et un architecte italien.
- Philippe van Artevelde, capitaine de Gand et gouverneur de Flandre.

date incertaine (vers 1340)
- Maître Bertram, peintre allemand († vers 1414 - 1415).
- Filippo Carafa della Serra, évêque de Bologne, cardinal-prêtre de Ss. Silvestro e Martino ai Monti.
- Jean de Murol, évêque de Genève, évêque de Saint-Paul-Trois-Châteaux, cardinal-prêtre de S. Vitale.
- Jean de Neufchâtel, évêque de Nevers, évêque de Toul, cardinal-prêtre de Ss. IV Coronati, cardinal-évêque d' Ostia e Velletri.
- Eustache Deschamps, poète français.
- João Alfonso Esteves, évêque de Silves, évêque de Porto, évêque de Coimbra, archevêque de Lisbonne, cardinal-prêtre de S. Pietro in Vincoli.
- Robert Stuart, duc d’Albany, membre de la famille royale d’Écosse, a été régent (à la fin, partiellement) de trois monarques écossais différents.

## Crédit d'auteurs
- Cet article est partiellement ou en totalité issu de l'article intitulé « 1340 » (voir la liste des auteurs).